# Malgassoclanis
Malgassoclanis is een geslacht van vlinders uit de onderfamilie Smerinthinae van de familie pijlstaarten (Sphingidae).

## Soorten
- Malgassoclanis delicatus (Jordan, 1921)
- Malgassoclanis suffuscus (Griveaud, 1959)